# مجلة الشباب (فلسطين)

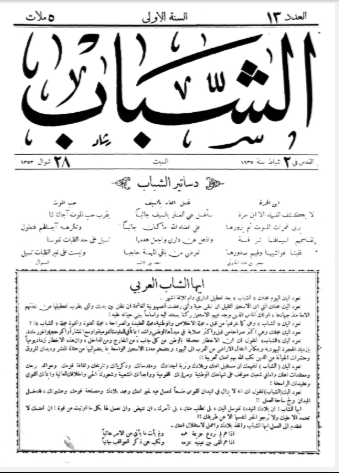
مجلة الشباب

مجلة الشباب هي مجلة جامعية أسبوعية صدرت في القدس في خلال السنوات 1934-1935، صدر أول أعدادها في تاريخ 11 حزيران 1934، وقد جائت كلمة عن مجلة «الشباب» عددها 33 في السنة الأولى من جريدة «الوحدة العربية».
من أبرز الشخصيات التي نشرت وحررت في المجلة إميل الغوري وهو أيضا صاحب المجلة، ومحمد تحسين كمال، وآخرون.
سعت المجلة إلى الترويج لها بين الدوائر السياسية العليا الإنجليزية ومنها الأجنبية وكما وضعت لها من ضمن أهدافها خدمة القضية العربية، تطلع إميل الغوري إلى أن تكون المجلة شبابية ناطقة بلسان حال الشباب العربي وتمثيل حريته وسط الحركة الوطنية.
تم تعطيل المجلة لمدة شهرين خلال الفترة الأولى من صدورها ولمدة ثلاثة أشهر خلال الفترة الثانية من صدورها.
روجت المجلة لنفسها على أنها عنوانًا للصراحة والإخلاص، فتحتوي هذه المجلة على كل شيء في نظر الشباب مثل التضائل امام الامة ويذوب في ميثاقها وشخصيتها، وكما انها تشجع «الشباب» على الانشغال بأنفسهم وعلى شق طريق جديد في السياسة العربية الفلسطينية في تلك الحقبة الزمنية.

## روابط خارجية
- أعداد من مجلة الشباب